# Rebeuville
Rebeuville is een gemeente in het Franse departement Vosges (regio Grand Est) en telt 273 inwoners (2004). De plaats maakt deel uit van het arrondissement Neufchâteau.

## Geografie
De oppervlakte van Rebeuville bedraagt 8,8 km², de bevolkingsdichtheid is 31,0 inwoners per km².
De onderstaande kaart toont de ligging van Rebeuville met de belangrijkste infrastructuur en aangrenzende gemeenten.

## Demografie
Onderstaande figuur toont het verloop van het inwonertal (bron: INSEE-tellingen).